# Донское дворянство

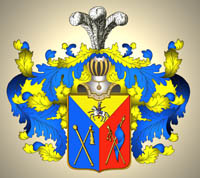
Герб Иловайских

Донско́е дворя́нство — донские казаки, состоящие в дворянском сословии.

## История
До 22 сентября 1798 года казачьи чины Войска Донского не входили в табель о рангах и, в целом, дворянства на Дону не существовало. Демократическое по происхождению и составу, донское казачество выбирало своих старшин на время похода, после окончания которого властные полномочия складывались.
Конец XVII — начало XVIII веков характеризуется началом отделения старшин от рядового казачества. Намечается тенденция перехода «старшинства» по наследству — донские рода стали делиться на старшинские и казачьи. На 1776 год насчитывалось около сотни старшинских фамилий: Краснощёковы, Фроловы, Ефремовы, Себряковы, Денисовы, Иловайские, Машлыкины, Яновы, Сулины, Грековы, Кутейниковы, Орловы, Поздеевы, Платовы, Сычёвы, Кульбаковы, Красновы, Исаевы, Агеевы, Чернозубовы, Луковкины, Родионовы, Кумшацкие, Бобриковы, Мартыновы, Миллеры, Туроверовы, Ребриковы и др.
Следующими чинами после внутреннего чина старшины были: армейский — секунд-майор, армейский — премьер-майор, внутренний — полковник Войска Донского, армейские: подполковник, полковник, бригадир, генерал-майор, генерал-лейтенант.
На этот период насчитывается не больше десятка дворянских родов притом, что существовало значительно больше (несколько десятков) старшин, имевших армейские чины и, тем самым, права Всероссийского дворянство (у них могли быть имения с крепостными).
22 сентября 1798 года появился Высочайший указ Павла I на имя Военной коллегии:

Взирая всегда с удовольствием на ревность и службу войска Донскаго в знак признательности и благоволения Нашего к оному для уравнения чиновников в войске оном служащих повелеваем признавать их чинами по следующей табели, сохраняя им по службе прежние их название в войске Донском: войсковых старшин майорами, есаулов ротмистрами, сотников поручиками, хорунжих корнетами.

Милость эта была сообщена атаману Василию Петровичу Орлову самим царём. Поэтому 22 сентября 1798 года считается днём официального возникновения донского дворянства.
В документах 1788—1789 годов Российского государственного исторического архива (РГВИА) содержится перечень всех офицеров Войска Донского: около двухсот штаб-офицеров и генералов (чины: войсковой старшина и выше) и около семисот обер-офицеров (хорунжие, квартирмистры, сотники, есаулы). Как предполагает С. В. Корягин, к 1798 году (спустя десять лет) общее число офицеров превысило тысячу.
Однако до 30-х гг. XIX века большинство казаков, имеющих права потомственного дворянства, дворянство не оформляли, так как привилегии были не такими уж большими, а, кроме того, донское казачество было в достаточной степени обособлено.

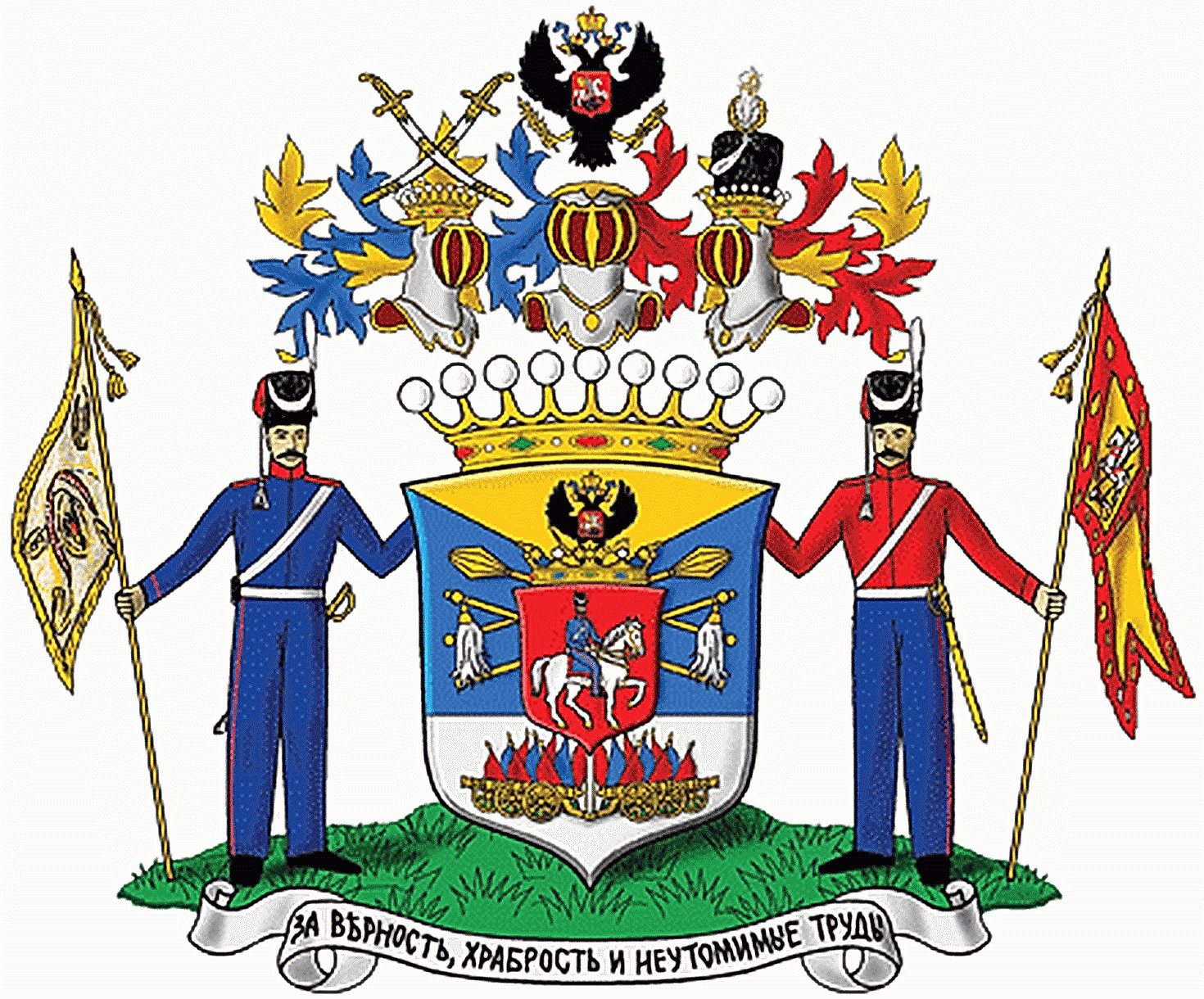
Герб рода графа Платова

Дворянство давало право иметь крепостных крестьян. Однако так как офицерский чин фактически приравнивался к обладанию дворянским достоинством, соблюдение формальностей на территории Войска Донского не требовалось. К тому же это, в основном, распространялось на старшин, у обер-офицеров (в абсолютном большинстве) крестьян не было. При прохождении же службы права обер-офицерских и дворянских детей мало чем отличались.
Массовое оформление донского дворянства пришлось на вторую половину 30-х годов XIX века. Всего в РГИА (фонд № 1343) хранится около 2 500 дворянских дел донских казаков. Бо́льшая часть их приходится на 1837—1839 гг.
По мнению Корягина, в первую очередь это обусловлено появлением различий в требованиях, предъявляемых к обер-офицерским и дворянским детям. Было введено правило, по которому в мирное время производился в первый офицерский чин: сын казака после пребывания в чине урядника в течение 12 лет, сын обер-офицера после пребывания в чине урядника в течение четырёх, сын дворянина после пребывания в чине урядника в течение двух лет. Это и подтолкнуло донских казаков к массовому оформлению дворянства.
В абсолютном большинстве случаев молодые казаки, пребывающие в урядничьем чине (оформлением дворянства занимались обычно именно они), не утруждали себя поиском первого офицера в роду. Как правило, брался послужной список офицера-отца (с периодичностью одно дворянское дело на 50 отсчёт вёлся от деда — это обычно обуславливалось тем, что отец не выслужился дальше урядника, а дед был офицером), к нему добавлялись выписки из метрических книг: о законном браке отца и о законном рождении просителя-сына (а также других детей) в год, когда отец уже пребывал в офицерском звании. Этих документов было достаточно для оформления потомственного дворянства.
Большое число донских офицеров так и не оформило дворянства, так как не имели сыновей, рождённых в офицерском звании.